# Emily Donelson
Emily Tennessee Donelson (Nashville, 1º giugno 1807 – Nashville, 19 dicembre 1836) è stata una politica statunitense, First lady degli Stati Uniti d'America pro tempore dal 1829 al 1834 durante la presidenza di Andrew Jackson. Era la nipote della moglie di Jackson, Rachel Donelson Jackson, deceduta poche settimane prima dell'insediamento presidenziale del marito.
Crebbe con le famiglie Donelson e Jackson in Tennessee, sposando Andrew Jackson Donelson, suo cugino di primo grado. I Donelson assistettero lo zio Andrew Jackson nella sua carriera politica finché raggiunse la presidenza degli Stati Uniti: si trasferirono quindi alla Casa Bianca, dove Emily ebbe il ruolo di hostess e, nonostante non avesse studiato etichetta, venne ben accolta dalla società di Washington. Lo scandalo Petticoat causò una frattura tra i Donelson e il Presidente, ed Emily rimase a casa per la maggior parte del 1830 e del 1831. Tornò alla Casa Bianca nel tardo 1831, ma la sua salute peggiorò e morì di tubercolosi nel 1836, all'età di 29 anni.

## Biografia

### Infanzia
Emily Tennesse Donelson nacque il 1º giugno 1807 a Donelson, un quartiere di Nashville, Tennessee, da Mary Purnell e John Donelson, fratello di Rachel Donelson Jackson, moglie del futuro Presidente Andrew Jackson. Era la loro tredicesima figlia. Frequentò la scuola a Nashville; durante l'infanzia era in buoni rapporti con suo cugino Andrew Jackson Donelson, che nel 1816 sviluppò un interesse romantico per lei mentre la riaccompagnava a casa da scuola.
Donelson trascorse i primi anni della sua vita nelle campagne del Tennessee, entrando raramente in contatto con la politica o la vita sociale urbana. La sua infanzia fu invece definita dagli eventi militari degli anni Dieci dell'Ottocento: gli uomini della sua famiglia combatterono nella guerra del 1812, e suo zio Andrew Jackson diventò un generale di spicco. All'età di otto anni, quando ebbe luogo la battaglia di New Orleans, Donelson era consapevole del pericolo che la sua famiglia correva a causa della guerra. A tredici anni cominciò a frequentare la Nashville Female Academy, dove ricevette un'educazione superiore a quella della maggior parte delle donne americane sue contemporanee. Venne però ritirata da scuola a causa della sua salute cagionevole e si trasferì a vivere con la zia all'Hermitage nella contea di Davidson.

### Matrimonio e famiglia
Entrando nell'età adulta, Donelson ricevette le attenzioni di numerosi pretendenti, tra cui Sam Houston. Quando il cugino Andrew aprì il proprio studio legale, la coppia iniziò un corteggiamento formale e presto si fidanzò. Scelsero di convolare a nozze velocemente per evitare lunghi periodi di separazione, siccome lo zio Jackson aveva scelto il futuro sposo come suo segretario personale a Washington. L'organizzazione del matrimonio fu complicata dalla malattia che colpì Donelson all'inizio del 1824 e dalla riluttanza della sua famiglia a farla sposare così giovane. La coppia si unì in matrimonio all'Hermitage il 16 settembre 1824 con una cerimonia presbiteriana: Emily aveva 17 anni e Andrew 25. Siccome la cognata di Emily era morta quella mattina, non ci furono festeggiamenti.
Donelson era legata ai suoceri, che la consideravano una figlia propria. Lei e Andrew ebbero quattro figli:  Andrew Jackson Donelson Jr. (1826-1859), Mary Emily Donelson (1829-1905), John Samuel Donelson (1832-1863) e Rachel Jackson Donelson (1834-1888). Tre di loro nacquero durante la permanenza dei Donelson alla Casa Bianca, e tutti e quattro ebbero attuali o futuri Presidenti degli Stati Uniti come padrini: il presidente Jackson fu il padrino dei maschi, mentre Martin Van Buren e James K. Polk furono quelli delle femmine.
I Donelson accompagnarono Jackson a Washington due settimane dopo il matrimonio, siccome lo zio era candidato alle elezioni presidenziali del 1824. Emily s'interessò alla moda e alla cultura locale, stringendo amicizia con altre donne che vivevano in città: una delle sue nuove amiche più intime fu la moglie del senatore del Delaware Louis McLane. Venne ben accolta dalla comunità e paragonata positivamente alla zia, che era stata vittima della campagna diffamatoria contro suo marito. Tornati in Tennessee, i Donelson si trasferirono in una casa propria, dove Emily piantò un giardino di gerani e lagerstroemia mentre Andrew badava al raccolto.
Nell'ottobre 1828, Emily andò a trovare sua sorella a Florence, Alabama, insieme a suo figlio Andrew; al loro ritorno un mese dopo, Jackson aveva vinto le elezioni presidenziali. La moglie di Jackson le chiese quindi di recarsi alla Casa Bianca come First lady degli Stati Uniti d'America.

### Ruolo alla Casa Bianca
La moglie di Jackson morì poco prima dell'insediamento del marito, ed Emily ricoprì la posizione di First lady quando lo zio divenne Presidente, svolgendo il ruolo di hostess della Casa Bianca con l'aiuto di sua nipote Mary Ann Eastin. Si trasferì a Washington all'età di 21 anni insieme al marito, che diventò il segretario di Jackson. Quando quest'ultimo decise di non presenziare al suo ballo inaugurale a causa della morte della moglie, i Donelson parteciparono in sua vece. I primi giorni di permanenza alla Casa Bianca furono segnati dal lutto del neo-eletto Presidente, ed Emily si prese cura di lui. Jackson fece installare dei tramezzi per isolare la residenza privata dei Donelson dagli sguardi dei visitatori, giacché la Casa Bianca offriva poca privacy e la camera da letto era visibile dal corridoio centrale.
Donelson divenne popolare nella società di Washington. Nonostante non avesse viaggiato molto né ricevuto una buona educazione come ci si sarebbe aspettato dalla hostess della Casa Bianca, la sua giovane età venne considerata una scusante valida. La mancanza di esperienza con gli usi della società era a volte evidente, ma veniva lodata per la gentilezza e l'abilità nella danza. Era comunque preparata ad occuparsi di una grande abitazione, avendolo fatto regolarmente a casa propria, e riceveva complimenti per il cibo e gli alcolici che serviva. Nonostante mancasse di esperienza, il Presidente si fidava del suo giudizio sull'etichetta da tenere alla Casa Bianca, permettendole di prendere decisioni in merito.

### Lo scandalo Petticoat
Il suo rapporto con il Presidente fu rovinato dallo scandalo Petticoat che si verificò durante il suo primo mandato; oggetto dello scandalo era la socialite Peggy Eaton, che si vociferava fosse stata la mantenuta del politico John Eaton prima che questi la sposasse. Molti personaggi di spicco che godevano della fiducia del Presidente desideravano che egli prendesse le distanze dagli Eaton: Donelson era tra loro e, pur tollerando la presenza di Eaton agli eventi della Casa Bianca, rifiutò di invitarla a casa propria, un affronto notevole all'epoca. Le sue frequentazioni erano specialmente importanti visto il ruolo che giocava nelle questioni sociali.
Gli Eaton scrissero a Donelson all'inizio dello scandalo per capire quanto sapesse della situazione e incoraggiarla a ignorare i pettegolezzi, ma Emily si mise contro di loro e suo marito seguì il suo esempio. La faida divenne più personale durante una gita in barca nel luglio 1829, quando Donelson, vittima delle nausee causate dalla gravidanza, preferì cadere piuttosto che farsi aiutare da Eaton, e accelerò quando il Presidente le chiese di andare a trovare gli Eaton e invitare Peggy al battesimo del nascituro. Il segretario di Stato Martin Van Buren, confidente intimo del Presidente, richiese un colloquio personale con Donelson per risolvere la faccenda, ma il suo intervento non attenuò il conflitto: Emily gli spiegò che non aveva nessuna disputa morale in corso con Eaton, ma che la trovava semplicemente sgradevole.
Il Presidente Jackson e la sua famiglia tornarono all'Hermitage dopo l'aggiornamento del Congresso nel 1830. Donelson poté così riunirsi alla madre, appena rimasta vedova, per piangere suo padre, e la sua famiglia si schierò con lei nello scandalo Petticoat, causando un ulteriore allontanamento dal Presidente, che pensò stessero complottando politicamente contro di lui. La spaccatura si fece tanto grande che Emily rifiutò di restare all'Hermitage, preferendo vivere con sua madre, e, quando Jackson tornò a Washington, Andrew lo accompagnò, ma non Emily. Non è noto se il Presidente le abbia chiesto di andarsene o se se ne sia andata di sua iniziativa. Mary Ann Lewis, che difendeva Peggy Eaton, fu hostess della Casa Bianca al posto suo.

### Ritorno alla Casa Bianca
Donelson trascorse i mesi successivi allevando i figli mentre il marito era assente. Sia lei che Jackson desideravano che tornasse alla Casa Bianca, ma ella rifiutò la richiesta del Presidente di accettare socialmente Peggy Eaton. All'inizio del 1831, Jackson le permise di ritornare senza condizioni. Il marito di Donelson rincasò quindi a marzo e i preparativi per il trasferimento a Washington cominciarono ad aprile, ma vennero interrotti quando Jackson cambiò idea, stabilendo che i Donelson dovessero risolvere la loro disputa con gli Eaton. Andrew rientrò da solo, scoprendo che John Eaton e la maggior parte dei membri del gabinetto si erano dimessi.
Emily arrivò alla Casa Bianca il 5 settembre. A novembre, il figlio di Jackson sposò Sarah Yorke, ma il Presidente, che aveva ancora bisogno di Andrew a Washington, decise di non assegnarle il posto di Donelson; rese invece la nuora hostess dell'Hermitage.
Dopo la nascita di suo figlio John a maggio 1832, la salute di Donelson iniziò a peggiorare, e decise di rimanere a Washington piuttosto che rischiare di viaggiare fino al Tennessee con il Presidente a luglio. Restò alla Casa Bianca anche mentre suo marito e Jackson visitavano gli stati nord-orientali l'estate successiva, ma accompagnò il Presidente sull'isola di Rip Raps in agosto insieme ai bambini. Il 9 aprile 1834, Donelson ebbe un quarto figlio, e la sua salute peggiorò. A causa della malattia, lasciò il posto di hostess della Casa Bianca, che venne assunto da Sarah Yorke.

### Malattia e morte
Le sue condizioni si aggravarono ulteriormente nella primavera 1836, e fu deciso che dovesse lasciare Washington per tornare in Tennessee. Vi arrivò a giugno, sistemandosi a Poplar Grove (che in seguito cambiò nome in Tulip Grove), la sua piantagione accanto all'Hermitage. Il posto era appena stato ristrutturato, ed Emily supervisionò la sistemazione dei mobili, sforzandosi al punto da avere un'emorragia polmonare, la quale rivelò che soffriva di tubercolosi. I progetti per un suo ritorno a Washington vennero annullati.
In autunno, sembrò che Donelson stesse cominciando a migliorare, e suo marito partì per la Casa Bianca in ottobre per riprendere le sue funzioni per due mesi mentre i parenti si occupavano di lei. Alcune delle figure più importanti dell'epoca chiesero notizie della sua salute, tra cui il senatore James Buchanan, il presidente della Corte Suprema Roger B. Taney, il segretario di Stato John Forsyth, il segretario della marina Levi Woodbury e il direttore generale delle poste Amos Kendall. La sua guarigione s'interruppe a dicembre, quando ebbe una grave ricaduta. Il 16 dicembre si rassegnò alla morte imminente, diede l'ultimo saluto ai figli e chiese di essere sistemata in modo da poter guardare fuori dalla finestra, sperando di vedere il marito tornare da Washington. Morì il 19 dicembre, a 29 anni. Andrew arrivò a casa due giorni dopo.

## Lascito
Donelson fu la prima di una lunga serie di giovani First lady pro tempore a metà del XIX secolo; non cambiò significativamente la posizione di hostess della Casa Bianca. Una sua biografia in più volumi venne pubblicata nel 1941 da Pamela Wilcox Burke con il titolo Emily Donelson of Tennessee. Una delle sue figlie, Mary, sostenne di essere stata il primo bambino nato alla Casa Bianca, sebbene un nipote di Thomas Jefferson detenesse già il primato.
Donelson svolse un ruolo di primo piano nello scandalo Petticoat. Socialmente, fu una delle donne più potenti del Paese, e la decisione di mettersi contro Eaton potrebbe aver avuto conseguenze che plasmarono la politica degli Stati Uniti nel XIX secolo.